# Albert-Félix de Lapparent
Pour les articles homonymes, voir Lapparent.
L’abbé Albert-Félix Cochon de Lapparent plus connu sous le nom Albert-Félix de Lapparent, né au Mont-Dieu, dans le département des Ardennes, le 9 septembre 1905 et mort le 28 février 1975, est un prêtre, paléontologue et géologue français.

## Biographie
À l'issue de ses études secondaires, Albert-Félix de Lapparent entre au séminaire. Il est ordonné prêtre en 1929 et entre dans la Compagnie des prêtres de Saint-Sulpice l'année suivante. Il souhaitait alors devenir curé de campagne, mais ses supérieurs cependant l'orientèrent autrement. Le cardinal Verdier, pressentant en lui un atavisme de géologue, lui demanda de prendre la succession de son grand-père — Albert-Auguste Cochon de Lapparent (1839-1908), géologue, membre de l'Institut — au laboratoire de l'Institut catholique. Il prépara donc sa licence, puis son patron, Charles Jacob, lui confia comme sujet de thèse l'étude des rapports géologiques entre les Alpes et la Provence ».
Après que le laboratoire de la « Catho », un temps dirigé par le père Teilhard de Chardin, eut été scindé en deux unités (géologie et minéralogie), l'abbé de Lapparent prit la direction de l'unité géologique.

### Le paléontologue
Il a conduit plusieurs explorations à la recherche de fossile dans le désert du Sahara. En 1986, José Bonaparte (1928-) lui dédie le genre Lapparentosaurus. Parmi les dinosaures décrits par Lapparent, il faut citer les nouveaux genres Inosaurus teredftensis en 1960 et, avec Georges Zbyszewski (1909-1998), Lusitanosaurus liassicus en 1957.
Il est aussi le découvreur de nouvelles espèces dans des genres existants, par exemple :
- avec Zbyszewski en 1957 : Apatosaurus alenquerensis, Astrodon pusillus, Camarasaurus alenquerensis et Megalosaurus pombali ;
- seul en 1960 : Brachiosaurus nougaredi, Cetiosaurus mogrebiensis, Elaphrosaurus gautieri, Elaphrosaurus iguidiensis et Rebbachisaurus tamesnensis.

L'abbé de Lapparent a aussi découvert en 1947 quelques restes d'un crocodile géant qu'il baptisa « crocodile d’Aoulef » et qui correspond au  Sarcosuchus.

### Le géologue
Directeur de recherches au CNRS, il a été le créateur de la mission géologique française en Afghanistan. Il a notamment identifié, en 1961, un important gisement de minerai de fer dans l'Hadjigak (Afghanistan central) dont il estimait les réserves à deux milliards de tonnes avec une teneur en minerai considérable (de l'ordre de 60 %), découverte qu'il signala aussitôt aux autorités afghanes. Ce gisement, situé à 3500 mètres d'altitude, est difficilement exploitable, d'autant que les voies d'accès sont souvent impraticables. Des experts chinois s'y sont récemment intéressé.
Dès lors, l'abbé de Lapparent conduira chaque année une mission du CNRS composée de plusieurs chercheurs de haut niveau - géologues, botanistes, naturalistes - dans les montagnes afghanes. Il parviendra en 1973 à installer à Kaboul une antenne permanente de cette mission, mais celle-ci disparaîtra avec l'arrivée au pouvoir des communistes en 1979.
Quelques mois avant sa mort, en 1975, il écrivait le texte suivant, montrant son attachement pour l'Afghanistan et les populations qu'il avait si longtemps côtoyées et dont il appréciait l'hospitalité : « Une synthèse s'est faite peu à peu entre la vie du géologue et celle du prêtre (...) J'ai conscience de poursuivre en Afghanistan une forme de ministère sacerdotal telle que je la vis en France dans les milieux scientifiques, une présence, une prière de louange à Dieu pour les beautés de la Nature mieux connues, des contacts amicaux et parfois profonds avec une population très pauvre, ouverte et accueillante"... »

### Science et religion: sur les traces de Teilhard de Chardin
A côté de ses tâches de recherche et d'enseignement supérieur, l'abbé Albert-Félix s'est également consacré à des activités plus sacerdotales. Il était ainsi, vers la fin des années 1930, directeur des catéchismes au séminaire Saint-Sulpice. Dans cette fonction il eut à répondre à des interrogations portant notamment sur le sens réel à accorder aux versets de la Bible, et spécialement à ceux de la Genèse. C'est ainsi qu'en 1944, il publia un opuscule, Nos origines, destiné à fournir aux catéchistes et aux catéchumènes les réponses qui lui paraissaient adéquates, compte tenu à la fois de son engagement religieux profond et de ses connaissances non moins profondes en géologie et en paléontologie. En totale orthodoxie, il affirme que les versets de la Genèse ont été inspirés par un Dieu unique, créateur du Ciel et de la Terre. Il prend cependant de la distance par rapport à leur sens littéral, préférant faire apparaître les côtés allégoriques et symboliques. Réfutant l'âge de la Terre tiré de l'exégèse des textes bibliques, il s'oppose au « concordisme » qui cherche à faire coïncider les sept « jours » de la création du monde et les grandes époques géologiques. En ce qui concerne la création de l'homme (Adam et Ève), l'abbé se montre assez catégorique : mais nous ignorons comment et où l'homme est apparu sur la terre, « la foi n'impose pas de représentation catholique des origines humaines ». Pour tenir compte des enseignements de la Préhistoire, et des diverses espèces déjà reconnues du genre Homo, l'abbé avance une hypothèse théologiquement audacieuse : l'âme humaine aurait pu être infusée par le créateur « dans un organisme possédant un cerveau et un système nerveux désormais suffisamment complexes ». Enfin, sur la question du Déluge, il s'en tient à une vision réaliste : « ce fut très probablement une grande inondation qui a détruit une civilisation en Mésopotamie » ; pas d'atterrissage sur le mont Ararat, impossible aux yeux du géologue.  La première et seule édition de son texte a été épuisée en une année. Le manuscrit de la seconde édition n'a pas reçu l'imprimatur de la hiérarchie ecclésiastique, qui n'a pas motivé sa décision.

## Publications
- Sur le synclinal de Rians (Var), dans les Comptes rendus de l'Académie des Sciences, Paris, 1933, vol.197, p. 1441-1443.
- Études de paléontologie stratigraphique sur les faunes continentales de Provence, Mémoire de la Société géologique de France, 1938, vol.15, fasc.4, mém. n°35, 34 p., 11 fig., 1 pl.
- Études géologiques dans les régions provençales et alpines entre le Var et la Durance, Paris : C. Béranger , 1938
- Fragilité scientifique du racisme, dans Racisme et christianisme, Paris : Flammarion, 1939
- Les terrains tertiaires aux environs de Paris, dans les Excursions géologiques dans le Bassin de Paris, Hermann, 1942, vol.1, 214 p.
- Les dinosaures de France, dans le Bulletin de la Société Géologique de France, 1943, vol.47, pp. 5–20.
- Les Dinosauriens jurassiques de Damparis, Jura, dans les Mémoires de la Société géologique de France, 1943, vol.21, fasc. 3-4, n°47, p. 1-21
- Nos origines : les données de la Bible et de la science. Pour les catéchistes, Éditions Saint-Paul, 1944, 39 p.
- Excursions géologiques dans le bassin de Paris: 2e série. Ile-de-France tertiaire, auréoles crétacées et jurassiques, Jouve, 1946, 167 p.
- Les dinosauriens du crétacé supérieur du Midi de la France, dans les Mémoires de la Société Géologique de France, 1947, nouvelle série vol.26-4, n°56
- La Montagne d'Alaric (Aude) et ses entours : Étude géologique, dans le Bulletin des Services de la carte géologique de la France et des topographies souterraines, Paris & Liège : Ch. Béranger, 1949, vol.47, n°224
- Étude paléontologique des vertébrés du jurassique d’El Mers (Moyen Atlas), dans les Notes et mémoires du Service Géologique du Maroc, 1955, vol.124, 36 p.
- Les dinosauriens du Portugal, avec Georges Zbyszewski, dans les Mémoires des Services Géologiques du Portugal, Lisbonne, 1957, nouvelle série vol.2, pp. 1–63 [7].
- Les Dinosauriens du Continental intercalaire du Sahara central, dans les Mémoires de la Société Géologique de France, 1960, nouvelle série n°39, pp. 1–56
- Les empreintes de pas de reptiles de l’infralias du Veillon (Vendée), avec Christian Montenat, dans les Mémoires de la Société géologique de France, 1967, nouv. sér., vol.46, n°107, pp. 1–44
- Contributions à la géologie et à la paléontologie de l'Afghanistan central, avec Guy Mennessier & Marie Legrand-Blain, Paris : Muséum national d'histoire naturelle, 1968, 262 p.
- Esquisse géologique de l'Afghanistan, avec le dessinateur Henri Hubert, dans la Revue de géographie physique et de géologie dynamique, Paris, 1972

Cartes géologiques
- Il participa à la Carte géologique détaillée de la France au 1:80,000, sur la feuille de Reims (n°34), édition de 1946 — il en réalisa les explorations et tracés géologiques de 1940 à 1942.
- Il participa à la Carte géologique des montagnes de l'Afghanistan central, dont il exécuta les levers, avec C. Heddebault & J. Blaise, dans le cadre de la mission permanente en Afghanistan du Centre national de la recherche scientifique (coordination des contours par P. Bordet et dessin exécuté par Mme Lucas)

## Source
- Un article de Pierre Bordet
- Albert Felix de Lapparent (1905-1975) dans P. Taquet, French geological travellers in the Sahara, dans Four Centuries of Geological Travel: The Search for Knowledge on Foot, Bicycle, Sledge and Camel, Geological Society, 2007, p. 187